# バット・シリアスリー
バット・シリアスリー(…But Seriously)は、1989年にリリースされたフィル・コリンズのアルバム。
社会へのメッセージ性が強い曲が多数収録されていたり、エリック・クラプトンとの共演を果たすなど、新たな試みが多数行われたアルバムである。
本国イギリスでは、自身最高のセールスを記録した。
2016年にはジャケット写真をアップデートしリマスターを施したデラックス・エディションを発売。

## 曲目(オリジナル版・日本でのリマスター版)
1. ハング・イン・ロング・イナフ – Hang in Long Enough (Collins) – 4:44
2. 悲しみのザッツ・ザ・ウェイ – That's Just the Way It Is (Collins) – 5:20
3. ドゥー・ユー・リメンバー – Do You Remember? (Collins) – 4:36
4. ウェイ・トゥ・ヘヴン – Something Happened on the Way to Heaven (Collins,Stuermer) – 4:12
5. カラーズ – Colours (Collins) – 8:51
6. 雨にお願い – I Wish It Would Rain Down (Collins) – 5:28
7. アナザー・デイ・イン・パラダイス – Another Day in Paradise (Collins) – 5:22
8. ヒート・オン・ザ・ストリート – Heat on the Street (Collins) – 3:51
9. オール・オブ・マイ・ライフ – All of My Life (Collins,Stuermer) – 5:36
10. 土曜の夜と日曜の朝 – Saturday Night and Sunday Morning (Collins,Washington) – 1:26
11. ファーザー・トゥ・サン – Father to Son (Collins) – 3:28
12. ウェイ・トゥ・マイ・ハート – Find a Way to My Heart (Collins) – 6:08

## 特記すべき曲
- 悲しみのザッツ・ザ・ウェイ

激化する北アイルランド紛争に対する問題提起。
- カラーズ

当時まだ存在した、南アフリカのアパルトヘイト政策と人種差別に対する批判。
- 雨にお願い

エリック・クラプトンがギターで参加
- アナザー・デイ・イン・パラダイス

アメリカにおけるホームレスと貧困問題に対する問題提起。日本では、1991年にマツダ・クロノスのCMソングに起用された。
- ウェイ・トゥ・マイ・ハート

映画「アパッチ」のテーマ曲

## オリジナル版と国内版の違い
本国で発売されたオリジナル版と日本で発売された当初の国内版とでは、以下の違いがある。
- オリジナル版に収録されている「Saturday Night And Sunday Morning」と「Heat on the Street」が、国内版には収録されていない。
- 曲順が異なっている。

なお、2005年に日本で発売されたリマスター版では、オリジナル版に統一されている。

## チャート
| チャート (1989–1990年)                 | 最高位 |
| -------------------------------------- | ------ |
| オーストラリア (ARIA)                  | 1      |
| オーストリア (Ö3 Austria)              | 1      |
| ベルギー (IFPI)                        | 1      |
| カナダ (RPM)                           | 1      |
| デンマーク (Hitlisten)                 | 1      |
| オランダ (MegaCharts)                  | 1      |
| ヨーロッパ (Music & Media)             | 1      |
| フィンランド (Suomen virallinen lista) | 1      |
| フランス (SNEP)                        | 1      |
| ドイツ (Offizielle Top 100)            | 1      |
| ギリシャ (IFPI)                        | 1      |
| アイスランド (Tónlist)                 | 1      |
| アイルランド (IRMA)                    | 1      |
| イタリア (Musica e dischi)             | 1      |
| 日本 (オリコン)                        | 14     |
| ニュージーランド (RMNZ)                | 1      |
| ノルウェー (VG-lista)                  | 1      |
| ポルトガル (AFP)                       | 1      |
| スペイン (AFYVE)                       | 1      |
| スウェーデン (Sverigetopplistan)       | 1      |
| スイス (Schweizer Hitparade)           | 1      |
| UK アルバムズ (OCC)                    | 1      |
| US Billboard 200                       | 1      |

| チャート (2016年) | 最高位 |
| ----------------- | ------ |
| フランス (SNEP)   | 144    |
| イタリア (FIMI)   | 62     |

| チャート (1989年) | 順位 |
| ----------------- | ---- |
| フランス (SNEP)   | 5    |
| イギリス (OCC)    | 3    |

| チャート (1990年)            | 順位 |
| ---------------------------- | ---- |
| オーストラリア (ARIA)        | 14   |
| オーストリア (Ö3 Austria)    | 2    |
| カナダ (RPM)                 | 2    |
| オランダ (Album Top 100)     | 2    |
| ヨーロッパ (Music & Media)   | 1    |
| ドイツ (Offizielle Top 100)  | 1    |
| ニュージーランド (RMNZ)      | 4    |
| スイス (Schweizer Hitparade) | 1    |
| 全米 ビルボード200           | 2    |